# Waldbad Langebrück

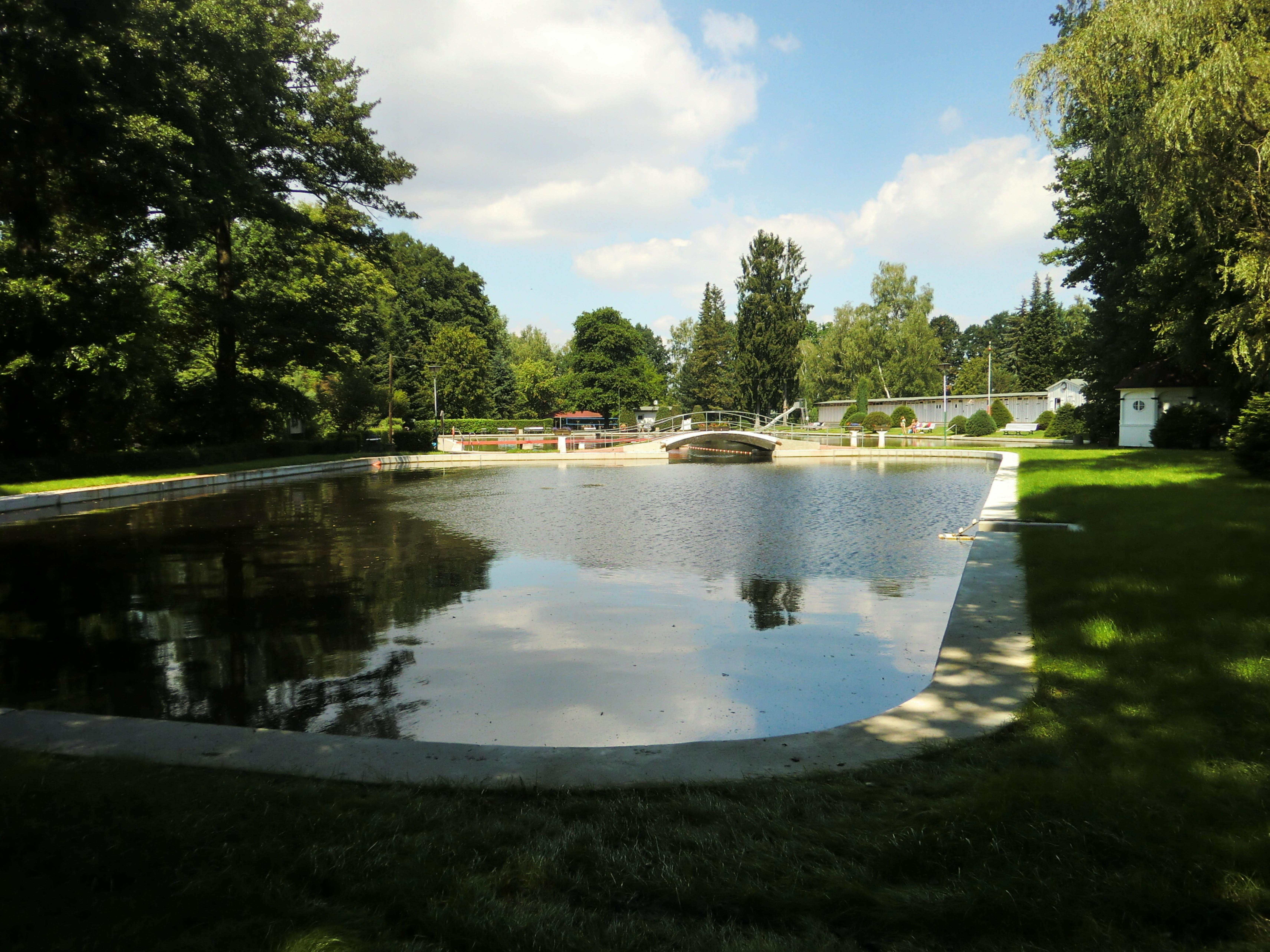
Waldbad Langebrück

Das Waldbad Langebrück ist ein im Dresdner Stadtteil Langebrück gelegenes Freibad. Teile der 1912 eingeweihten Anlage, darunter das Kassenhäuschen am Eingang, der Kiosk, die Erfrischungshalle und drei historische Umkleidekabinen stehen unter Denkmalschutz.

## Geschichte

Ansicht um 1924

Erste Pläne zur Errichtung eines Luft- und Freibades in Langebrück kamen um 1880 auf, nachdem sich der Ort zu einer Sommerfrische vor den Toren Dresdens entwickelt hatte. 1883 ließ der Langebrücker Gutsbesitzer Moritz Claus an einem kleinen Teich ein Badehaus zur öffentlichen Benutzung aufstellen. 1906 entstand an der Friedrich-August/Höntzschstraße das erste offizielle Freibad mit einem ca. 250 m² großen Schwimmbecken.
Da dieses Bad jedoch als unzureichend betrachtet wurde, erwarb die Gemeinde kurz darauf mehrere Grundstücke außerhalb des Ortskerns am Rand der Dresdner Heide. Am 23. Juni 1912 wurde das neue Bad als Germaniabad eingeweiht. Seinen Namen erhielt es nach dem Dresdner Schwimmklub Germania, der hier regelmäßig seine Trainingseinheiten absolvierte. Das Bad besaß durch einen Bretterzaun getrennte Bereiche für Damen und Herren, verfügte über gasbeheizte Duschen sowie einen Sprungturm. Außerdem wurde in den Anfangsjahren ein Gondelverleih betrieben.
Nach dem Ersten Weltkrieg erfolgten einige Modernisierungen im Bad. Erstmals wurde ein Familienbad eingerichtet, welches Männer und Frauen gemeinsam benutzen durften. 1926 folgte der Bau eines neuen Sprungturms, 1929 die Anlage eines Planschbeckens nach Plänen des Dresdner Architekten Paul Weiße. In den Wintermonaten wurde im Germaniabad eine Schlittschuhbahn eingerichtet. 
Da der Name Germaniabad nach 1945 als nicht mehr zeitgemäß erachtet wurde, erfolgte 1952 die offizielle Umbenennung in Waldbad Langebrück. Nach 1990 wurden im Waldbad umfangreiche Sanierungs- und Modernisierungsmaßnahmen vorgenommen, vor allem um die Wasserqualität zu verbessern und die Attraktivität des Bades zu erhöhen. Das frühere Damenbad wird seit 1993 zur biologischen Selbstreinigung des Wassers genutzt. 2004 übernahm die Qualifizierungs- und Arbeitsförderungsgesellschaft Dresden (QAD), eine städtische Tochtergesellschaft zur Integration von Langzeitarbeitslosen, das Langebrücker Waldbad als Träger. Seit deren Auflösung 2012 gehörte es wieder zum Sportstätten- und Bäderbetrieb der Stadt, aus dem 2013 die Dresdner Bäder GmbH, eine Tochter der Technischen Werke Dresden, ausgegliedert wurde.